# Heinrich Fulda
Heinrich Hugo Fulda (geboren 22. November 1860 in Worms; gestorben 1943 im KZ Auschwitz) war ein sozialdemokratischer Politiker.

## Leben
Heinrich Fulda war ein Sohn des jüdischen Kaufmanns Simon Fulda und seiner Frau Charlotte Lea, geb. Stern. Er studierte Jura in Heidelberg, Würzburg, Leipzig und Gießen und wurde Rechtsanwalt in Darmstadt. Dort gehörte er ab 1909 der Stadtverordnetenversammlung und später auch dem Kreistag an.
Von 1905 bis 1918 war er für die Sozialdemokratische Partei im Wahlbezirk Starkenburg 15 bzw. 16/Langen Mitglied der II. Kammer der Landstände des Großherzogtums Hessen und von 1919 bis 1921 des Landtags des Volksstaates Hessen. Nach der Absetzung des Großherzogs Ernst Ludwig durch den Darmstädter Arbeiter- und Soldatenrat wurde der Vorsitzende der SPD-Landtagsfraktion, Carl Ulrich mit der Regierungsbildung beauftragt. Die am 14. November 1918 berufene Regierung bestand aus Angehörigen der SPD, der Fortschrittspartei (DDP) und dem Zentrum. Fulda wurde in diesem ersten Kabinett Ulrich zum Innenminister ernannt, Konrad Henrich (Fortschrittspartei) zum Finanzminister und Otto Rudolf von Brentano di Tremezzo (Zentrum) zum Justizminister. Nach heftiger Kritik an Fuldas Amtsführung schied er 1921 aus dem Amt aus; das Innenressort übernahm zusätzlich Justizminister Brentano.
Weil Fulda Jude war, wurde er 1943 nach Auschwitz deportiert und dort ermordet.

## Gedenken
In Darmstadt-Kranichstein wurde eine Straße nach Heinrich Fulda benannt.